# Михайловское (Волоколамский район)
Михайловское — деревня в Волоколамском районе Московской области России. Относится к Ярополецкому сельскому поселению, до муниципальной реформы 2006 года относилась к Волоколамскому сельскому округу.

## Население
| 1852 | 1859 | 1926 | 2002 | 2006 | 2010 | 2013 |
| ---- | ---- | ---- | ---- | ---- | ---- | ---- |
| 231  | →231 | ↗366 | ↘9   | ↗12  | ↗112 | ↗175 |
| 2014 | 2015 | 2016 |      |      |      |      |
| ↗176 | ↗180 | ↘117 |      |      |      |      |

## Расположение
Деревня Михайловское расположена примерно в 8 км к северо-западу от центра города Волоколамска. Ближайшие населённые пункты — деревни Захарьино, Тимонино и село Ивановское. Неподалёку от деревни Михайловское протекает река Ятвинка. В деревне две улицы — Садовая и Тихая.

## Исторические сведения
В «Списке населённых мест» 1862 года Михайловское (Михайлово, Сидорово) — владельческая деревня 2-го стана Волоколамского уезда Московской губернии по левую сторону Старицко-Зубцовского тракта от города Волоколамска до села Ярополча, в 5 верстах от уездного города, при колодце, с 25 дворами и 231 жителем (114 мужчин, 117 женщин).
По данным на 1890 год входила в состав Тимошевской волости Волоколамского уезда, число душ мужского пола составляло 100 человек.
В 1913 году — 56 дворов.
По материалам Всесоюзной переписи населения 1926 года — центр Михайловского сельсовета, проживало 366 жителей (146 мужчин, 220 женщин), насчитывалось 69 хозяйств, имелась школа.
С 1929 года — населённый пункт в составе Волоколамского района Московской области.